# Nam-nguen Boonnak
Nam-nguen Boonnak (น้ำเงิน บุญหนัก; nascida em 24 de janeiro de 1940) é uma atriz e dubladora tailandesa.

## Biografia
Ela nasceu como Sawong Jaruwijit (สวง จารุวิจิตร; apelido: Peak เปี๊ยก) em 24 de janeiro de 1940 em Banguecoque. Seu avô tinha o título de Phraya como dramaturgo que trabalhou em estreita colaboração com o Rei Rama VI. Seu pai trabalhava no Departamento Real de Irrigação e sua mãe era descendente de chineses. Suas raízes familiares são de Suphan Buri. Boonnak entrou na indústria do entretenimento aos 17 anos, seguindo seus amigos para assistir a um concerto da Air Force Band em Thung Maha Mek. Ela foi convidada por um ancião do showbiz, então ela imediatamente estrelou seu primeiro filme em 1955, sem ter que passar por uma audição ou estudar atuação como hoje.
Ela ganhou o prêmio Saraswati de melhor atriz coadjuvante em 1965 de Nang Sao Phoradok (นางสาวโพระดก), e ganhou este prêmio novamente em 1966 de Ka Wao (กาเหว่า).
Ela estrelou ao lado de artistas lendários como Mitr Chaibancha e Petchara Chaowarat. Ela também era muito próxima de Chaibancha.
Boonnak é bem reconhecida por seu papel como Yai Sai (ยายสาย), uma krasue na série de TV de 1994 Krasue (กระสือ), e papel como a mãe de Clark em Mon Rak Luk Thung (มนต์รักลูกทุ่ง) em 1995, o remake do filme de 1970 com o mesmo título. Ela também fez a dublagem tailandesa para a avó Willow no filme de animação Pocahontas no mesmo ano.
Nos tempos modernos, Boonnak está bem familiarizada com o papel de personagem coadjuvante em muitas séries de TV, geralmente como serva ou avó.
No início de 2017, ela recebeu o prêmio pelo conjunto de sua obra 31st TVG Awards.

## Filmografia

### Dramas de televisão
- 2022 The Miracle of Teddy Bear (คุณหมีปาฏิหาริย์) (THANAD LAKORN/Ch.3) como Mathanee (มทนี คนึงนิจ (ยายมทนี)) (Cameo)
- 2022 Fah Pieng Din (2022) (ฟ้าเพียงดิน) (The One Enterprise-/) como () (Cameo)
- 2022 Bad Romeo (คือเธอ) (Thong Entertainment/Ch.3) como Namthong (น้ำทอง) (Cameo)